# Percy Hilburn

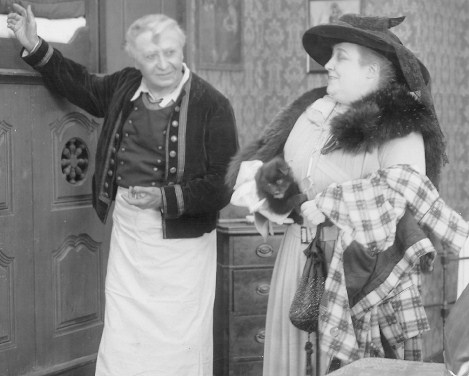
The Goose Girl (1915), avec Jane Darwell

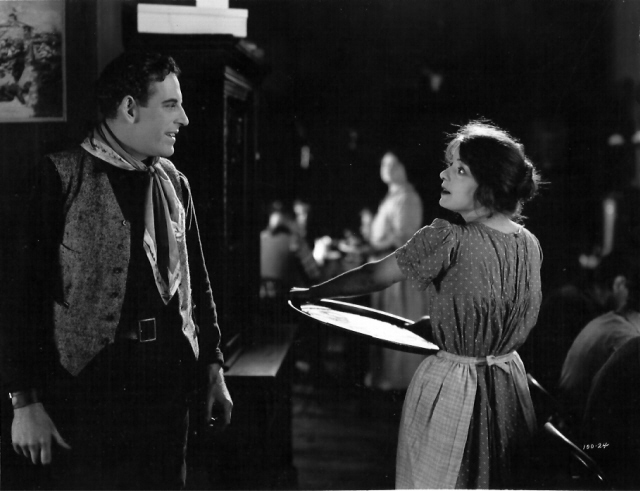
The Branding Iron (1920) :
James Kirkwood et Barbara Castleton

Percy Hilburn, A.S.C., né le 8 juillet 1889 en Louisiane (lieu indéterminé), mort le 31 mai 1946 à Los Angeles (Californie), est un directeur de la photographie américain.

## Biographie
Percy Hilburn débute comme chef opérateur sur trois films muets sortis en 1915, The Goose Girl (avec Marguerite Clark, Monroe Salisbury et Jane Darwell) de Frederick A. Thomson, ainsi que The Puppet Crown (avec Ina Claire) et The Explorer (avec Lou Tellegen), tous deux réalisés par George Melford, qu'il retrouve souvent par la suite.
En tout, il contribue à soixante-douze films américains (y compris des westerns), dont les neuf derniers seulement sont parlants. Son ultime film — après lequel il se retire — est L'Homme de fer (1931, avec Lew Ayres, Robert Armstrong et Jean Harlow) de Tod Browning, qu'il avait déjà croisé sur deux autres réalisations (avec Lon Chaney), L'Oiseau noir (1926) et À l'ouest de Zanzibar (1928).
Durant cette carrière assez brève, Percy Hilburn assiste également Fred Niblo (ex. : Ben-Hur, version de 1925, avec Ramón Novarro dans le rôle-titre), Victor Sjöström (ex. : Les Confessions d'une reine en 1925, avec Lewis Stone et Alice Terry), Lucien Hubbard (L'Île mystérieuse en 1929, avec Lionel Barrymore et Montagu Love), entre autres. De plus, outre George Melford, il collabore souvent avec Reginald Barker ; mentionnons The Eternal Struggle (en) (1923, avec Renée Adorée et Wallace Beery), longtemps réputé perdu.

## Filmographie partielle
- 1915 : The Goose Girl de Frederick A. Thomson
- 1915 : The Puppet Crown (en) de George Melford
- 1915 : The Explorer (en) de George Melford
- 1916 : The Yellow Pawn de George Melford
- 1916 : The Selfish Woman d'E. Mason Hopper
- 1917 : The Winning of Sally Temple de George Melford
- 1917 : Œil pour œil (en) (The Call of the East) de George Melford
- 1917 : The Cost of Hatred de George Melford
- 1918 : The Hell Cat de Reginald Barker
- 1918 : Les Jeux du sort (The Turn of the Wheel) de Reginald Barker
- 1918 : The Narrow Path (en) de George Fitzmaurice
- 1918 : Le Rossignol japonais (A Japanese Nightingale) de George Fitzmaurice
- 1919 : Sis Hopkins de Clarence G. Badger
- 1919 : The Pest de Christy Cabanne
- 1919 : Shadows de Reginald Barker
- 1919 : When Doctors Disagree de Victor Schertzinger
- 1919 : Une idylle dans la tourmente (The World and Its Woman) de Frank Lloyd
- 1920 : The Branding Iron de Reginald Barker
- 1920 : La Galère infernale (Godless Men) de Reginald Barker
- 1921 : The Old Nest de Reginald Barker
- 1922 : La Tourmente (The Storm) de Reginald Barker
- 1923 : Le Train rouge (Hearts Aflame) de Reginald Barker
- 1923 : L'Éternel Combat (The Eternal Struggle) de Reginald Barker
- 1924 : Les Naufragées de la vie (Women who give) de Reginald Barker
- 1925 : La Tour des mensonges (The Tower of Lies) de Victor Sjöström
- 1925 : The White Desert de Reginald Barker
- 1925 : La Rançon (The Great Divide) de Reginald Barker
- 1925 : Ben-Hur (Ben-Hur : A Tale of the Christ) de Fred Niblo
- 1925 : Les Confessions d'une reine (Confession of a Queen) de Victor Sjöström
- 1926 : L'Oiseau noir (The Blackbird) de Tod Browning
- 1926 : Memory Lane (en) de John M. Stahl
- 1926 : Quand la femme est Roi (Beverly of Graustark) de Sidney Franklin
- 1926 : The Flaming Forest de Reginald Barker
- 1927 : Man, Woman and Sin de Monta Bell
- 1927 : Body and Soul de Reginald Barker
- 1927 : The Demi-Bride de Robert Z. Leonard
- 1927 : L'Homme de la nuit (After Midnight) de Monta Bell
- 1928 : Les Cosaques (The Cossacks) de George William Hill et Clarence Brown
- 1928 : À l'ouest de Zanzibar (West of Zanzibar) de Tod Browning
- 1929 : L'Île mystérieuse (Mysterious Island) de Lucien Hubbard
- 1929 : His Glorious Night de Lionel Barrymore
- 1930 : Children of Pleasure d'Harry Beaumont
- 1930 : Le Club des trois (The Unholy Three) de Jack Conway
- 1930 : Le Chant du bandit (The Rogue Song) de Lionel Barrymore
- 1930 : Redemption de Fred Niblo
- 1930 : Good News de Nick Grinde
- 1930 : Way for a Sailor de Sam Wood
- 1931 : L'Homme de fer (Iron Man) de Tod Browning